# Algieria na Mistrzostwach Świata w Lekkoatletyce 2011
Algieria na Mistrzostwach Świata w Lekkoatletyce 2011 reprezentowana była przez 10 zawodników.

## Występy reprezentantów Algierii

### Mężczyźni

#### Konkurencje biegowe
| Bieg na 110 m ppł | Othman Hadj Lazib | 13,63    | 21   |         |      |         |     |         |    |  |  |
| Bieg na 800 m     | Mahfoud Brahimi   | 1:46,94  | 21 q | 1:46,79 | 18   |         |     |         |    |  |  |
| Bieg na 1500 m    | Tarek Boukensa    |          |      | 3:41,87 | 25 Q | 3:36,84 | 2 Q | 3:38,05 | 11 |  |  |
| Bieg na 1500 m    | Taoufik Makhloufi |          |      | 3:40,15 | 12 Q | 3:50,86 | 24  |         |    |  |  |
| Bieg na 5000 m    | Rabah Aboud       | 14:00,34 | 29   |         |      |         |     |         |    |  |  |
| Bieg na 5000 m    | Mounir Miout      | DNF      | DNF  |         |      |         |     |         |    |  |  |

#### Konkurencje techniczne
| Konkurencja | Zawodnik               | Eliminacje | Eliminacje | Finał    | Finał   |
| Konkurencja | Zawodnik               | Rezultat   | Pozycja    | Rezultat | Pozycja |
| ----------- | ---------------------- | ---------- | ---------- | -------- | ------- |
| Trójskok    | Sief El Islem Temacini | NM         | NM         |          |         |

| Konkurencja   | Zawodnik       | 100 m      | 100 m | Skok w dal  | Skok w dal | Pchnięcie kulą | Pchnięcie kulą | Skok wzwyż | Skok wzwyż | 400 m      | 400 m | 110 m p.pł. | 110 m p.pł. | Rzut dyskiem | Rzut dyskiem | Skok o tyczce | Skok o tyczce | Rzut oszczepem | Rzut oszczepem | 1500 m       | 1500 m | Finał    | Finał |
| Konkurencja   | Zawodnik       | Rez.       | Pkt.  | Rez.        | Pkt.       | Rez.           | Pkt.           | Rez.       | Pkt.       | Rez.       | Pkt.  | Rez.        | Pkt.        | Rez.         | Pkt.         | Rez.          | Poz.          | Rez.           | Poz.           | Rez.         | Poz.   | Rez.     | Poz.  |
| ------------- | -------------- | ---------- | ----- | ----------- | ---------- | -------------- | -------------- | ---------- | ---------- | ---------- | ----- | ----------- | ----------- | ------------ | ------------ | ------------- | ------------- | -------------- | -------------- | ------------ | ------ | -------- | ----- |
| Dziesięciobój | Larbi Bouraada | 10,88 (SB) | 888   | 7,42 m (SB) | 915        | 13,11 m (SB)   | 674            | 1,96 m     | 767        | 47,34 (SB) | 941   | 14,56 (PB)  | 903         | 37,84 m      | 621          | 4,9 m (PB)    | 880           | 59,00 m (SB)   | 723            | 4:14,97 (SB) | 846    | 8158 pkt | 10    |

### Kobiety

#### Konkurencje biegowe
| Konkurencja   | Zawodniczka  | Runda 1  | Runda 1 | Runda 2  | Runda 2 | Półfinał | Półfinał | Finał    | Finał   |
| Konkurencja   | Zawodniczka  | Rezultat | Pozycja | Rezultat | Pozycja | Rezultat | Pozycja  | Rezultat | Pozycja |
| ------------- | ------------ | -------- | ------- | -------- | ------- | -------- | -------- | -------- | ------- |
| Bieg na 800 m | Zahra Bouras |          |         | 2:02,77  | 22 Q    | 2:12,08  | 23       |          |         |

#### Konkurencje techniczne
| Konkurencja | Zawodniczka  | Eliminacje | Eliminacje | Finał    | Finał   |
| Konkurencja | Zawodniczka  | Rezultat   | Pozycja    | Rezultat | Pozycja |
| ----------- | ------------ | ---------- | ---------- | -------- | ------- |
| Trójskok    | Baya Rahouli | 14,30 m    | 8 q        | 14,12 m  | 8       |